# نادي ويلكايت
نادي ويلكايت لكرة القدم (بالأمهرية: ወልቂጤ ከተማ)‏ هو نادٍ محترف لكرة القدم مقره في ويلكايت، إثيوبيا. يلعبون في الدوري الإثيوبي الممتاز.